# ژول باربی دورو وه‌ای
ژول امه‌ده باربی دورو وه‌ای (به فرانسوی: Jules-Amédée Barbey d'Aurevilly) (زاده ۲ نوامبر ۱۸۰۸ - درگذشته ۲۳ آوریل ۱۸۸۹) رمان‌نویس، مقاله‌نویس، منتقد ادبی و روزنامه‌نگار قرن نوزدهم میلادی اهل فرانسه است.

## کتابشناسی
- پرده عنابی